# جو بوك
جو بوك (بالإنجليزية: Joe Bock)‏ هو سياسي أمريكي، ولد في 18 أكتوبر 1957. حزبياً، نشط في الحزب الديمقراطي. وقد انتخب عضو مجلس نواب ولاية ميسوري.